# Aldeaseca
Aldeaseca – gmina w Hiszpanii, w prowincji Ávila, w Kastylii i León, o powierzchni 24,25 km². W 2011 roku gmina liczyła 273 mieszkańców.